# Healing Through Fire
Healing Through Fire è il sesto album della band inglese heavy metal Orange Goblin pubblicato nel 2007.

## Descrizione
È il loro primo album a essere prodotto dall'etichetta Sanctuary Records, subentrata alla Rise Above Records. Il cantante Ben Ward ha detto dell'album: "Non è affatto un concept album, ma vogliamo usare i temi della peste nera di Londra e del successivo Grande Incendio per influenzare il nostro materiale, che è definitivamente il più pesante che abbiamo mai scritto".
Una quantità limitata di copie esce insieme a un DVD che comprende un concerto registrato al Mean Fiddler di Londra il 16 dicembre 2006, alcune interviste e alcuni spezzoni della band in studio di registrazione.

## Tracce
1. The Ballad of Solomon Eagle - 5:18
2. Vagrant Stomp - 4:10
3. The Ale House Braves - 3:50
4. Cities of Frost - 5:35
5. Hot Knives and Open Sores - 4:22
6. Hounds Ditch - 5:30
7. Mortlake (Dead Water) - 2:11
8. They Come Back (Harvest of Skulls) - 4:44
9. Beginners Guide to Suicide - 8:06

### DVD Live
1. Some You Win, Some You Lose
2. Quincy the Pig Boy
3. Getting High on the Bad Times
4. The Ballad of Solomon Eagle
5. Hot Magic Red Planet
6. Round Up the Horses
7. They Come Back
8. Your World Will Hate This
9. Blue Snow
10. Scorpionica

## Formazione
- Ben Ward - voce
- Joe Hoare - chitarra
- Martyn Millard - basso
- Chris Turner - batteria

### Musicisti addizionali
- Jason Graham - tastiere